# Monkey (singolo)
Monkey è una canzone del cantante inglese George Michael, sesto singolo estratto dal suo primo album solista Faith.
Pubblicato come singolo nel 1988, a luglio ha debuttato alla 42ª posizione della Billboard Hot 100 raggiungendo nel giro di un mese la posizione numero 1, diventando l'ottavo singolo di Michael a raggiungere tale posizione negli Stati Uniti e il quarto singolo consecutivo al n°1 tra quelli estratti da Faith.
Nonostante il successo del brano, è stato escluso da tutte le raccolte di successi di George Michael. Appare solamente nella versione statunitense/canadese di Ladies & Gentlemen: The Best of George Michael.

## Tracce
1. Monkey (Extended Version) – 8:07
2. Monkey (Acappella) – 3:29
3. Monkey (Extra Beats) – 3:42

Mega Rare 1988 UK 4 Track CD Single
1. Monkey (Extended Version) – 8:07
2. Monkey (Acappella) – 3:29
3. Monkey (Extra Beats) – 3:42
4. Monkey (7inch Edit)

## Classifiche
| Classifica (1988)              | Posizione massima |
| ------------------------------ | ----------------- |
| Australia                      | 12                |
| Austria                        | 22                |
| Belgio (Fiandre)               | 5                 |
| Canada                         | 1                 |
| Finlandia                      | 4                 |
| Francia                        | 34                |
| Germania                       | 24                |
| Irlanda                        | 8                 |
| Italia                         | 30                |
| Nuova Zelanda                  | 9                 |
| Paesi Bassi                    | 7                 |
| Regno Unito                    | 13                |
| Spagna                         | 23                |
| Stati Uniti                    | 1                 |
| Stati Uniti (dance club)       | 1                 |
| Stati Uniti (dance/electronic) | 1                 |
| Stati Uniti (R&B)              | 8                 |
| Svizzera                       | 5                 |